# Ezekiel Fryers
Ezekiel David Fryers (* 9. September 1992 in Manchester), oft kurz Zeki genannt, ist ein englischer Fußballspieler, der sowohl in der Außen- und Innenverteidigung als auch im defensiven Mittelfeld eingesetzt werden kann. 

## Karriere

### Manchester United
Fryers spielt seit seinem neunten Lebensjahr beim Premier-League-Vertreter Manchester United. Dort durchlief er alle Jugendmannschaften und wurde bereits in der Saison 2010/11 in den Profikader berufen. Aufgrund einer langwierigen Verletzung kam er aber in dieser Spielzeit zu keinem Einsatz. Schließlich absolvierte er in der Folgesaison im September 2011 sein Pflichtspieldebüt beim 3:0 im Carling Cup gegen Leeds United.  Beim 2:0-Sieg von United gegen Oțelul Galați spielte er erstmals vor heimischer Kulisse und absolvierte gleichzeitig seinen ersten Einsatz in der Champions League. Am 10. Dezember 2011 wurde er im Spiel gegen die Wolverhampton Wanderers (4:1) für Patrice Evra eingewechselt und trat somit erstmals in der Liga für sein Team auf.
Zur Saison 2012/13 wechselte Fryers zum belgischen Erstligisten Standard Lüttich, bei dem er einen Zweijahresvertrag bis zum 30. Juni 2014 unterschrieb.
Bereits im Januar 2013 wechselte Fryers zurück nach England und schloss sich Tottenham Hotspur an. Dort stand er zunächst im Kader der U-21, bis er zur Saison 2013/14 in den Kader der ersten Mannschaft aufrückte.
Am 1. September 2014 wechselte Fryers zu Crystal Palace. Er unterschrieb einen Dreijahresvertrag bis zum 30. Juni 2017. Nachdem er in der Hinrunde nur zu einem Kurzeinsatz gekommen war, wurde Fryers im Januar 2015 für zwei Monate an den Zweitligisten Rotherham United verliehen. Es folgte im März 2015 eine weitere Ausleihe an Ipswich Town bis zum Saisonende.

### Nationalmannschaft
Fryers kam in der U-16-, der U-17- und der U-19-Juniorennationalmannschaft Englands zum Einsatz. Dabei gewann mit der U-16 im Jahre 2008 das Turnier von Montaigu.